# Barnet (Vermont)
Barnet ist eine Town im Caledonia County des Bundesstaates Vermont in den Vereinigten Staaten mit 1663 Einwohnern (laut Volkszählung von 2020).

## Geografie

### Geografische Lage
Barnet liegt an der Grenze zum US-Bundesstaat New Hampshire; die Hauptsiedlung Barnet Village ist direkt am Ufer des Connecticut River gelegen. Zwei weitere Flüsse durchziehen das Gebiet und münden in den Connecticut River: der Passumpsic River und der Stevens River. Sie entwässern die lokalen Ostausläufer des Green Mountains Vermonts, die vom Connecticut von den raueren White Mountains New Hampshires getrennt werden. Die höchsten Erhebungen sind der Morrison Hill (429 m), Anderson Hill (375 m) und Barnet Mountain (368 m).

### Nachbargemeinden
Alle Entfernungen sind als Luftlinien zwischen den offiziellen Koordinaten der Orte aus der Volkszählung 2010 angegeben.
- Norden: St. Johnsbury, 8,5 km
- Nordosten: Waterford, 14,8 km
- Osten: Monroe, NH, 9,6 km
- Südosten: Bath, NH, 9,9 km
- Süden: Ryegate, 5,8 km
- Südwesten: Groton, 21,4 km
- Westen: Peacham, 14,7 km
- Nordwesten: Danville, 7,7 km

### Stadtgliederung
In Barnet gibt es mehrere Siedlungsgebiete. Zu diesen gehören West Barnet, East Barnet, McIndoe Falls und Barnet Village.

### Klima
|                       | Jan   | Feb   | Mär  | Apr  | Mai  | Jun  | Jul  | Aug  | Sep  | Okt  | Nov  | Dez   |   |      |
| Mittl. Tagesmax. (°C) | −3,2  | −2,1  | 3,9  | 10,7 | 18,9 | 24,4 | 27,0 | 25,9 | 21,8 | 15,3 | 6,6  | −1,3  | ⌀ | 12,4 |
| Mittl. Tagesmin. (°C) | −16,6 | −16,4 | −9,0 | −1,5 | 4,6  | 10,3 | 13,3 | 12,3 | 8,3  | 2,1  | −3,2 | −12,1 | ⌀ | −0,6 |
|                       |       |       |      |      |      |      |      |      |      |      |      |       |   |      |
| Niederschlag (mm)     | 51    | 48    | 55   | 72   | 83   | 84   | 98   | 89   | 83   | 78   | 86   | 62    | Σ | 889  |
|                       |       |       |      |      |      |      |      |      |      |      |      |       |   |      |
| Regentage (d)         | 13    | 12    | 12   | 13   | 13   | 13   | 12   | 11   | 11   | 11   | 14   | 13    | Σ | 148  |

| −16,6 |

| −16,4 |

| −9,0 |

| −1,5 |

| 4,6 |

| 10,3 |

| 13,3 |

| 12,3 |

| 8,3 |

| 2,1 |

| −3,2 |

| −12,1 |

| −16,6 |

| −16,4 |

| −9,0 |

| −1,5 |

| 4,6 |

| 10,3 |

| 13,3 |

| 12,3 |

| 8,3 |

| 2,1 |

| −3,2 |

| −12,1 |

Im langjährigen Mittel fallen im Jahresdurchschnitt etwa 179 cm Schnee pro Jahr, mit Spitzenwerten im Februar (46,5 cm) und Januar (43,9 cm). Nur der Juli und August gelten als sicher schneefrei; im Juni wird durchschnittlich alle 10 Jahre an einem Tag Schneefall registriert.

## Geschichte
Der Grant für Barnet wurde von Benning Wentworth im Rahmen der New Hampshire Grants am 15. September 1763 festgesetzt. Die Besiedlung begann aber erst 1770 und wurde in mehreren Schüben bis 1773 in den Grundzügen vollzogen. Das Gebiet von Barnet wurde an 67 Personen vergeben; von ihnen gehörten neun Mitglieder der Familie Stevens an, die eine Wassermühle errichteten. Die Hauptbegünstigten des Grants waren Enos, Samuel und Willard Stevens. Söhne von Captain Phineas Stevens. Die konstituierende Versammlung der Town fand am 18. März 1783 statt. Nach dem Herkunftsort der Stevens, Barnet in Hertfordshire, Großbritannien, wurde die Ortschaft 1807 benannt, als das Postamt im Hauptort Stevens Village, heute Barnet Village, eröffnet wurde. Der Fluss, an dem die Wassermühle lag, wurde zum Stevens River.
In den diversen Ortschaften des Areals sind besonders die beiden Kirchengemeinden der United Church of Christ erwähnenswert; andere Gemeinden sind zwar ebenfalls vorhanden, besitzen aber nur geringen Zulauf.

### Einwohnerentwicklung
| Volkszählungsergebnisse – Town of Barnet | Volkszählungsergebnisse – Town of Barnet | Volkszählungsergebnisse – Town of Barnet | Volkszählungsergebnisse – Town of Barnet | Volkszählungsergebnisse – Town of Barnet | Volkszählungsergebnisse – Town of Barnet | Volkszählungsergebnisse – Town of Barnet | Volkszählungsergebnisse – Town of Barnet | Volkszählungsergebnisse – Town of Barnet | Volkszählungsergebnisse – Town of Barnet | Volkszählungsergebnisse – Town of Barnet |
| Jahr                                     | 1700                                     | 1710                                     | 1720                                     | 1730                                     | 1740                                     | 1750                                     | 1760                                     | 1770                                     | 1780                                     | 1790                                     |
| ---------------------------------------- | ---------------------------------------- | ---------------------------------------- | ---------------------------------------- | ---------------------------------------- | ---------------------------------------- | ---------------------------------------- | ---------------------------------------- | ---------------------------------------- | ---------------------------------------- | ---------------------------------------- |
| Einwohner                                |                                          |                                          |                                          |                                          |                                          |                                          |                                          |                                          |                                          | 477                                      |
| Jahr                                     | 1800                                     | 1810                                     | 1820                                     | 1830                                     | 1840                                     | 1850                                     | 1860                                     | 1870                                     | 1880                                     | 1890                                     |
| Einwohner                                | 858                                      | 1301                                     | 1488                                     | 1764                                     | 2030                                     | 2521                                     | 1994                                     | 1945                                     | 1907                                     | 1897                                     |
| Jahr                                     | 1900                                     | 1910                                     | 1920                                     | 1930                                     | 1940                                     | 1950                                     | 1960                                     | 1970                                     | 1980                                     | 1990                                     |
| Einwohner                                | 1763                                     | 1707                                     | 1685                                     | 2604                                     | 1596                                     | 1425                                     | 1445                                     | 1342                                     | 1338                                     | 1415                                     |
| Jahr                                     | 2000                                     | 2010                                     | 2020                                     | 2030                                     | 2040                                     | 2050                                     | 2060                                     | 2070                                     | 2080                                     | 2090                                     |
| Einwohner                                | 1690                                     | 1708                                     | 1663                                     |                                          |                                          |                                          |                                          |                                          |                                          |                                          |

## Wirtschaft und Infrastruktur

### Verkehr
Die Interstate 91 verläuft in nordsüdlicher Richtung durch Barnet, entlang des Connecticut Rivers. Parallel zur Interstate verläuft der U.S. Highway 5 ebenfalls in nordsüdlicher Richtung. Sie verbinden Barnet mit der Kanadischen Grenze im Norden und New York City im Süden.

### Öffentliche Einrichtungen
Es gibt in Barnet kein Krankenhaus. Das nächstgelegene ist das Northeastern Vermont Regional Hospital in St. Johnsbury.

### Bildung

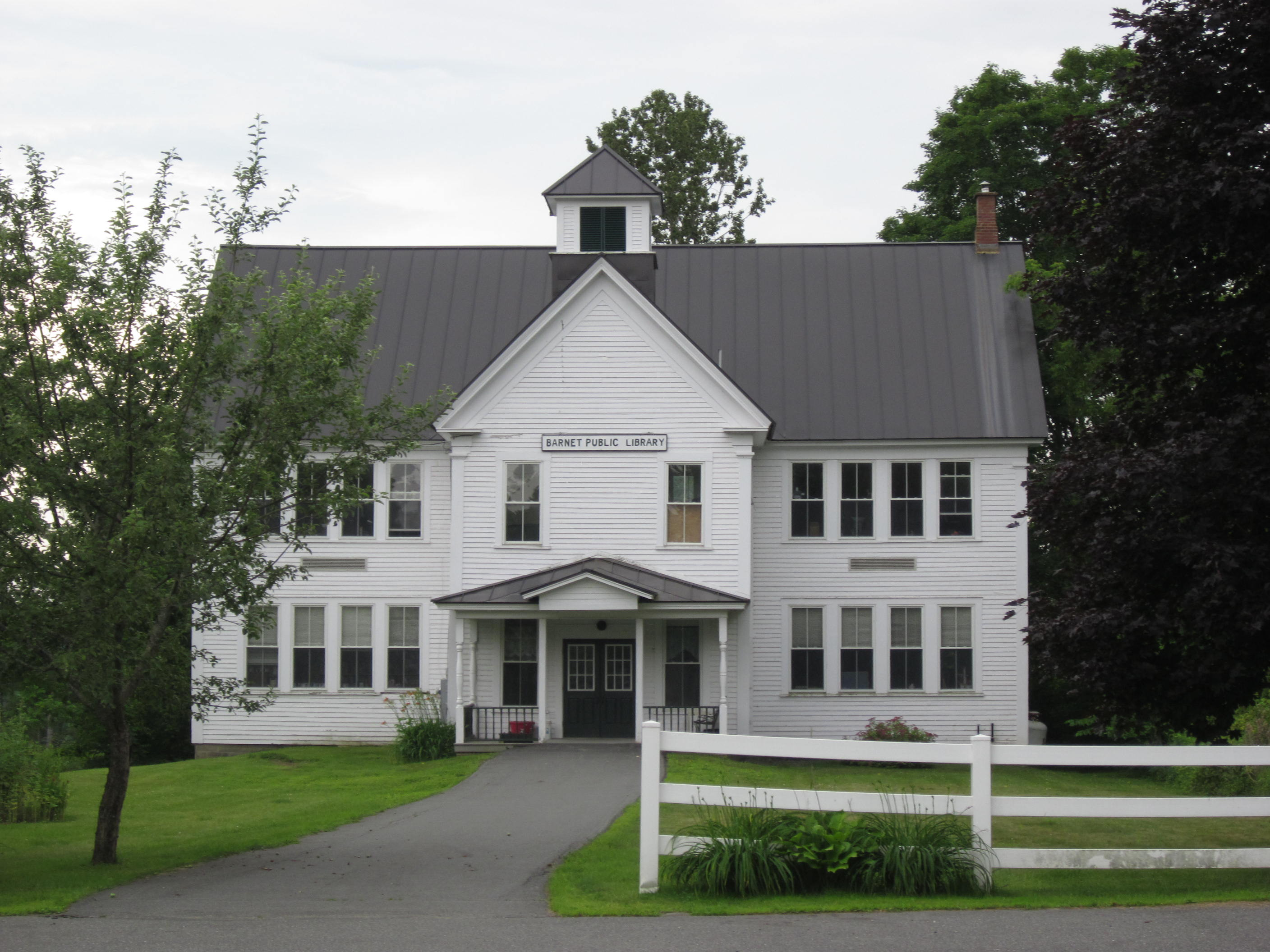
Public Library in Barnet

Barnet gehört mit Danville, Peacham, Walden und Waterford zur Caledonia Central Supervisory Union. In Barnet befindet sich die Barnet School. Sie bietet für 215 Schulkinder Klassen von Pre-Kindergarten bis zum achten Schuljahr.
Die Barnet Public Library befindet sich an der Church Street in Barnet.

## Persönlichkeiten

### Söhne und Töchter der Stadt
- Horace Fairbanks (1820–1888), Politiker und Gouverneur von Vermont
- John Gilfillan (1835–1924), Politiker und Abgeordneter im Repräsentantenhaus
- Henry Clay Ide (1844–1921), Politiker und Gouverneur der Philippinen
- Franklin D. Hale (1854–1940), US-amerikanischer Politiker, der State Auditor von Vermont war
- David J. Foster (1857–1912), Politiker und Abgeordneter im Repräsentantenhaus
- Ralph Flanders (1880–1970), Unternehmer und US-Senator; Kritiker Joseph McCarthys